# Albert Onyeawuna
Albert Onyeawuna (Lagos, 1935 - 21 de abril de 2014) foi um futebolista nigeriano que atuava como atacante.

## Carreira
Em sua curta carreira, iniciada em 1954, Onyeawuna defendeu apenas uma equipe: o Port Harcourt FC, onde jogaria até 1963, quando decidiu pendurar as chuteiras com apenas 28 anos.

## Seleção
Pela Seleção da Nigéria, o atacante faria sua estreia em 1955. Despediu-se das "Super Águias" em 1964, um ano após sua aposentadoria por clubes. Em nove anos, foram 26 partidas e sete gols marcados e integrou o elenco nigeriano que disputou a Copa das Nações Africanas de 1963, a primeira competição em que o país esteve presente.

## Morte
Em 21 de abril de 2014, aos 78 anos, o "Master Dribbler" (apelido que recebeu por causa de sua habilidade nos dribles) morreu, vítima de uma longa enfermidade que sofria há vários meses.